# Антихрист

Пророцтво про прихід Антихриста. Апокаліптичний рукопис XV сторіччя

Анти́христ (англ. The Anti-Christ) — персонаж християнської есхатології, біблійних, церковних й інших пророцтв про останні дні світу. Згідно з ними, він буде людиною надзвичайних здібностей, знань і вмінь, котра матиме всю силу сатани (не бувши одержимим) і діятиме зовсім вільно супроти Церкви, християн і всього людства, і котрого більшість людей прийме за месію, і він стане всесвітнім державним правителем. Саме слово «антихрист» з грецької означає «супротивник Христа», або «той, хто проти Христа». Однак частина «анти», окрім «проти», означає також і «замість». Таким чином це людина під владою диявола, яка бажатиме замінити собою Христа.
У широкому сенсі антихристами називають усіх, хто противиться Христу або стверджує, що є месією (спасителем людства) чи продовжувачем справи Христа.
Антихристами називали імператора Нерона, завойовника Тамерлана, царя Петра І, імператора Наполеона, вождів Великої французької революції, російських більшовиків і мексиканських революціонерів. Тобто, тих, хто використовував насильство держави у віросповідній сфері, зокрема, у боротьбі з християнством.
Також часто таким терміном користувалися в політичній і міжконфесійній боротьбі з метою очорнення своїх опонентів.
У суто філософському розумінні антихрист це найвищий прояв людського себелюбства.

## Поняття антихриста в християнстві
Поняття антихриста переважно пов'язують із християнським вченням про кінець світу: найбільше думок про його природу, діяльність і суть було висловлено християнськими святими, церковними діячами. Саме вони дозволяють уявити суть цього явища.

### Прихід антихриста
За свідченнями святих Белярміна і Свареза антихрист не буде якимось товариством, але означеною особою, матиме всю силу сатани, але не буде сатаною, тільки людиною Він також не буде втіленим дияволом, а справжньою людиною, отже, він не буде одночасно і дияволом, і людиною.
Антихрист повинен прийти наприкінці світу. Про це говорив Пророк Єзекіїл, натякаючи на антихриста (Ґоґа) і його боротьбу проти наверненого єврейського народу у Палестині: «В останніх днях прийде твій час». Свята Хільдегарда пише, що «Син погибелі прийде тоді, коли вже закінчуватиметься день і заходитиме сонце, тобто, коли наближаться останні часи й коли світ почне хитатися в своїх основах».
Про скорий прихід антихриста говорили в усі епохи: з самого початку існування цього поняття, від самих витоків християнства. Зокрема Бертина Букіййон, яка жила у першій половині 19 століття, зазначає: «Кінець світу наближається, й антихрист не забариться прийти. Ми його не побачимо, ані також ті, що за нами прийдуть. Але ті, що по них прийдуть, потраплять під його владу. В час його приходу ніщо не зміниться в домі. Все йтиме своїм звичайним ладом. Духовні вправи, праця в лічницях і все інше, до чого ми звикли, відбуватимуться як звичайно. Аж тут сестри усвідомлять собі, що паном становища став антихрист Санта Клаус».